# Lac de Catchet
Le lac de Catchet est un lac pyrénéen français situé administrativement dans la commune d'Aragnouet dans le département des Hautes-Pyrénées en région  Occitanie.
Le lac a une superficie de 1 ha pour une altitude de 2 225 m.

## Géographie

### Situation
C'est un lac situé en vallée d'Aure en Haute-Bigorre.

### Topographie
Avec une altitude de 2 225 mètres, le lac de Catchet se situe dans le vallon de Saux près de Fabian et Aragnouet ou encore Saint-Lary-Soulan en vallée d'Aure. Creusé par les glaciers, il est niché dans un cirque au pied du pic de Garlitz et ses 2 798 mètres. Le lac fait face notamment au vallon de Saux mais aussi à une large crête avec le pic d'Estaragne (3 006 m), pic de Campbieil(3 173 m), pic de Bugatet (2 877 m) à plus de 3 000 mètres d'altitude, appartenant au massif du Néouvielle.
|                           |                | Pic de Cuneille (2 628 m) |
| Pic de Bourgade (2 418 m) | lac de Catchet | Crête du Moudang          |
|                           |                | Pic de Garlitz (2 798 m)  |

### Hydrologie
Ce lac naturel d'origine glaciaire possède une superficie de seulement un hectare. Il en découle le ruisseau de Catchet sur un kilomètre, où le chemin est parsemé de multiples cascades, avant de s'écouler dans la Neste de Saux.

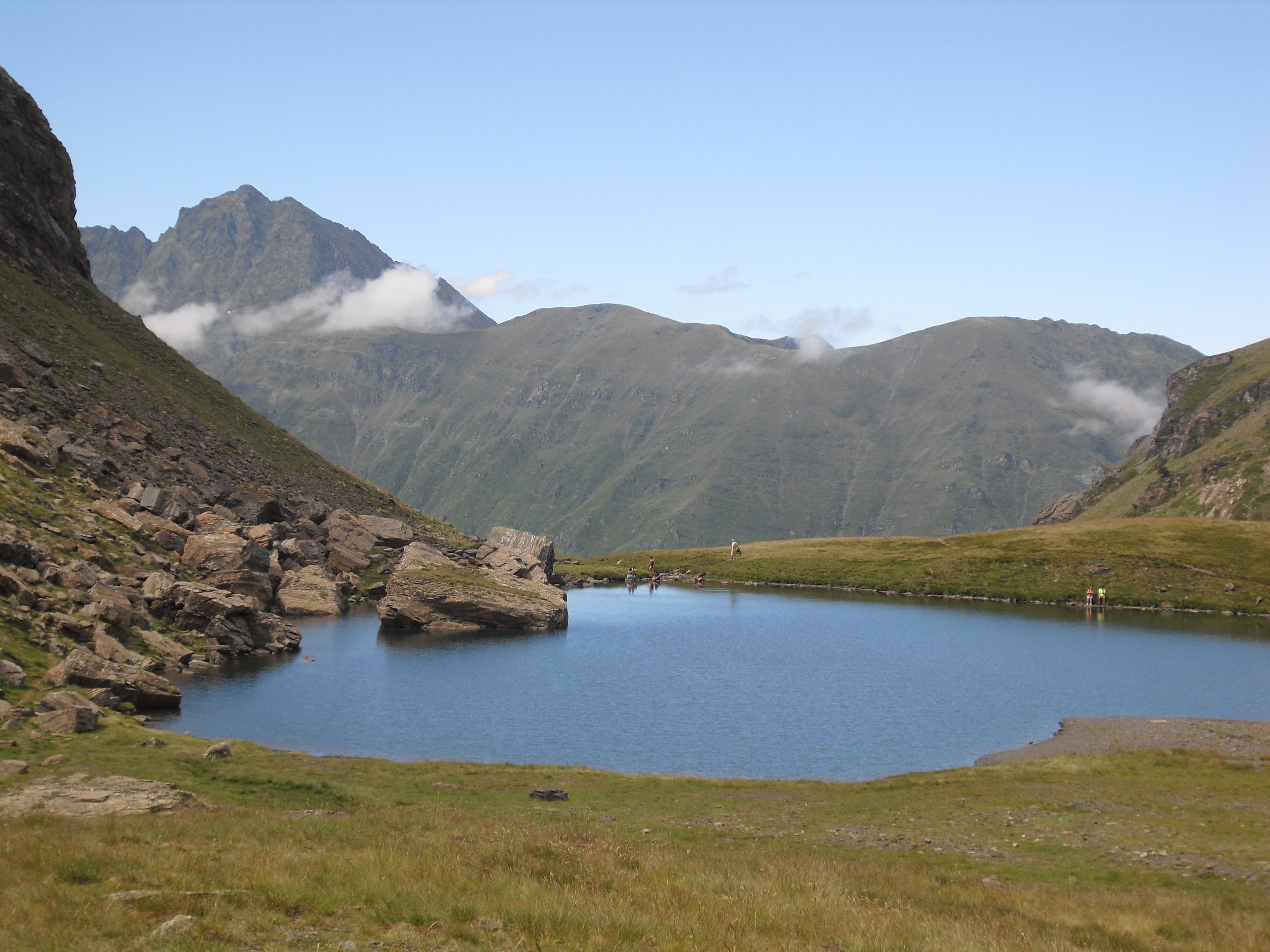
Lac de Catchet, Pic de Bugatet
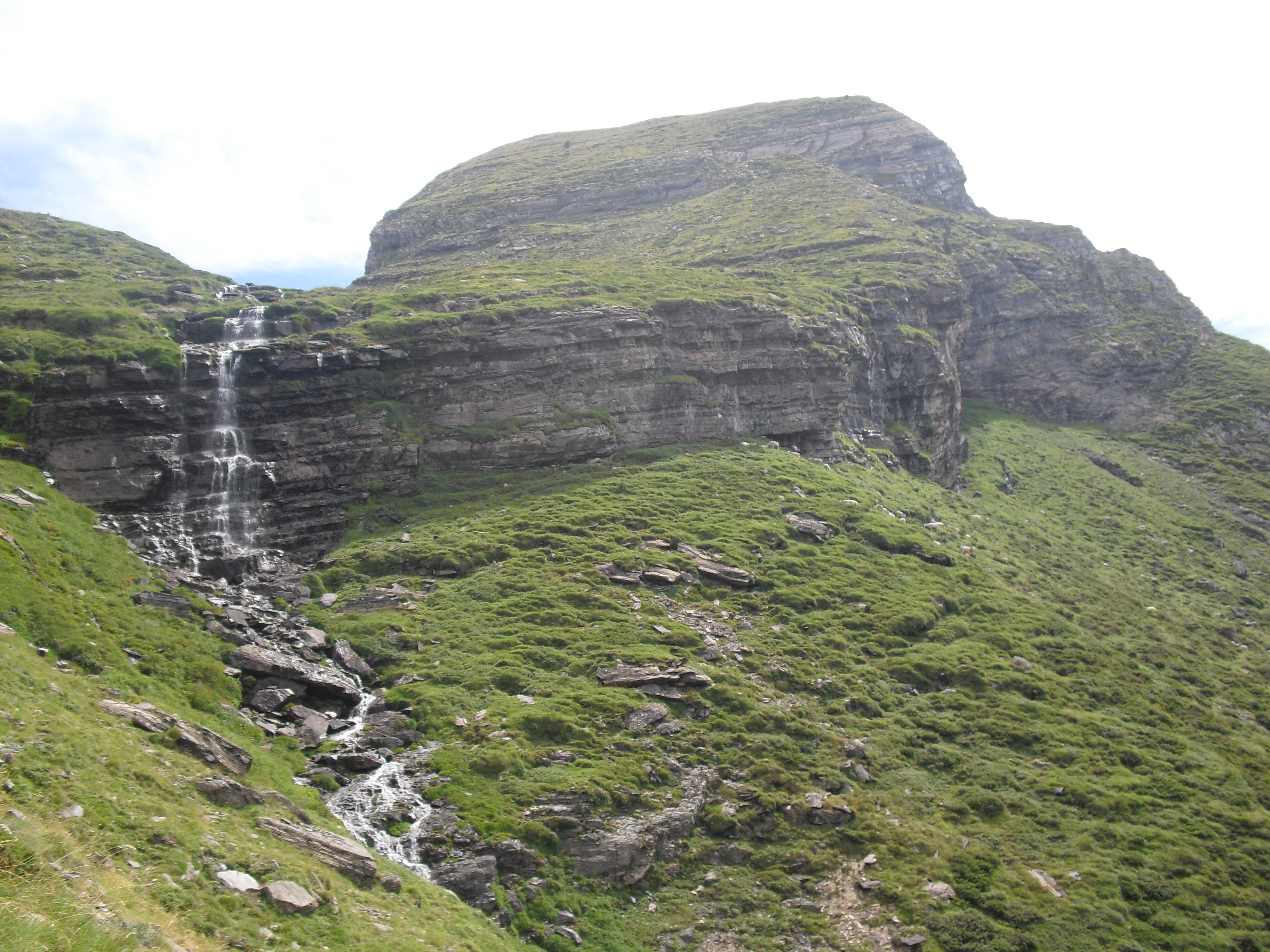
Ruisseau de Catchet.
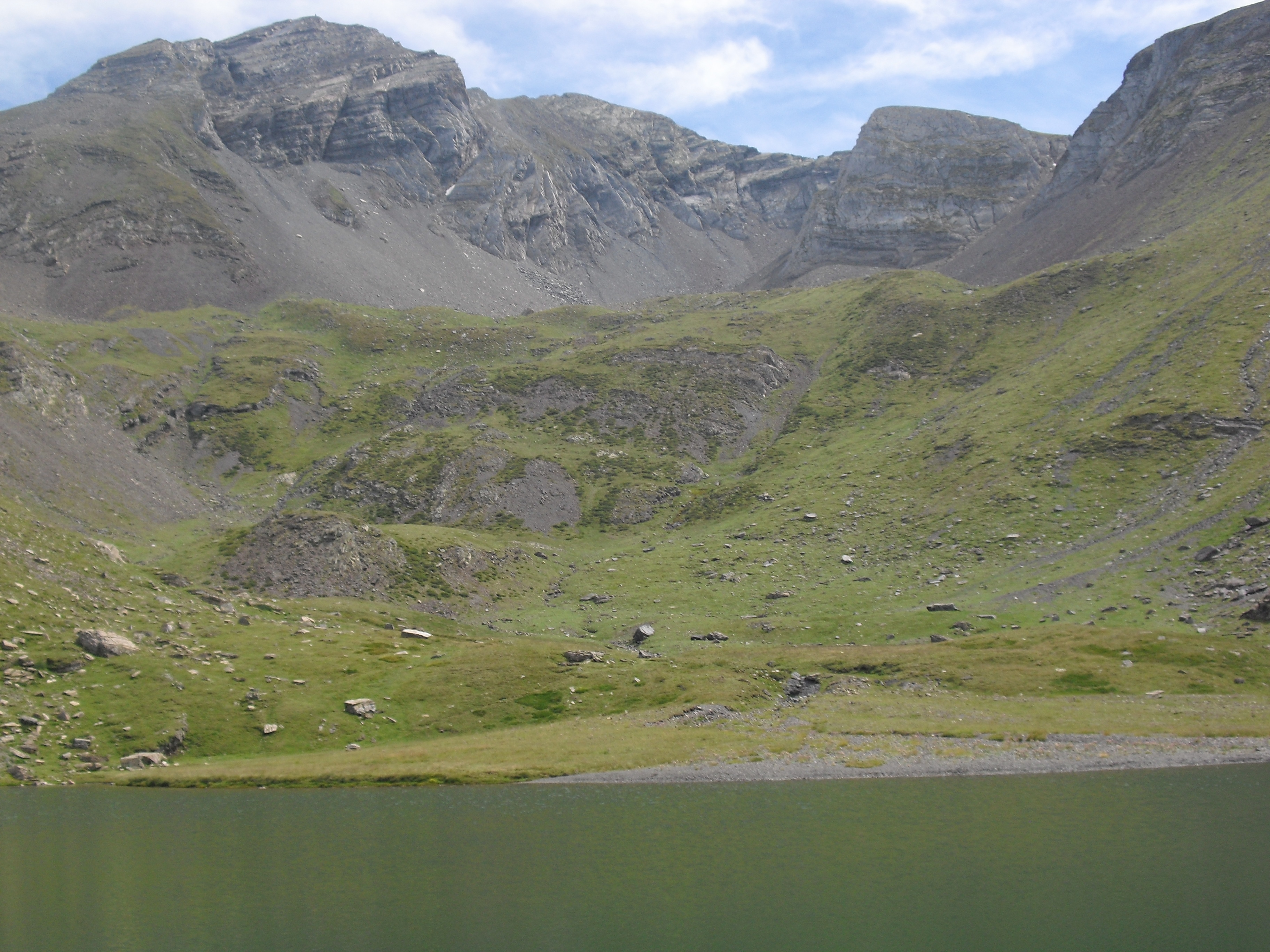
Lac de Catchet Pic de Garlitz.
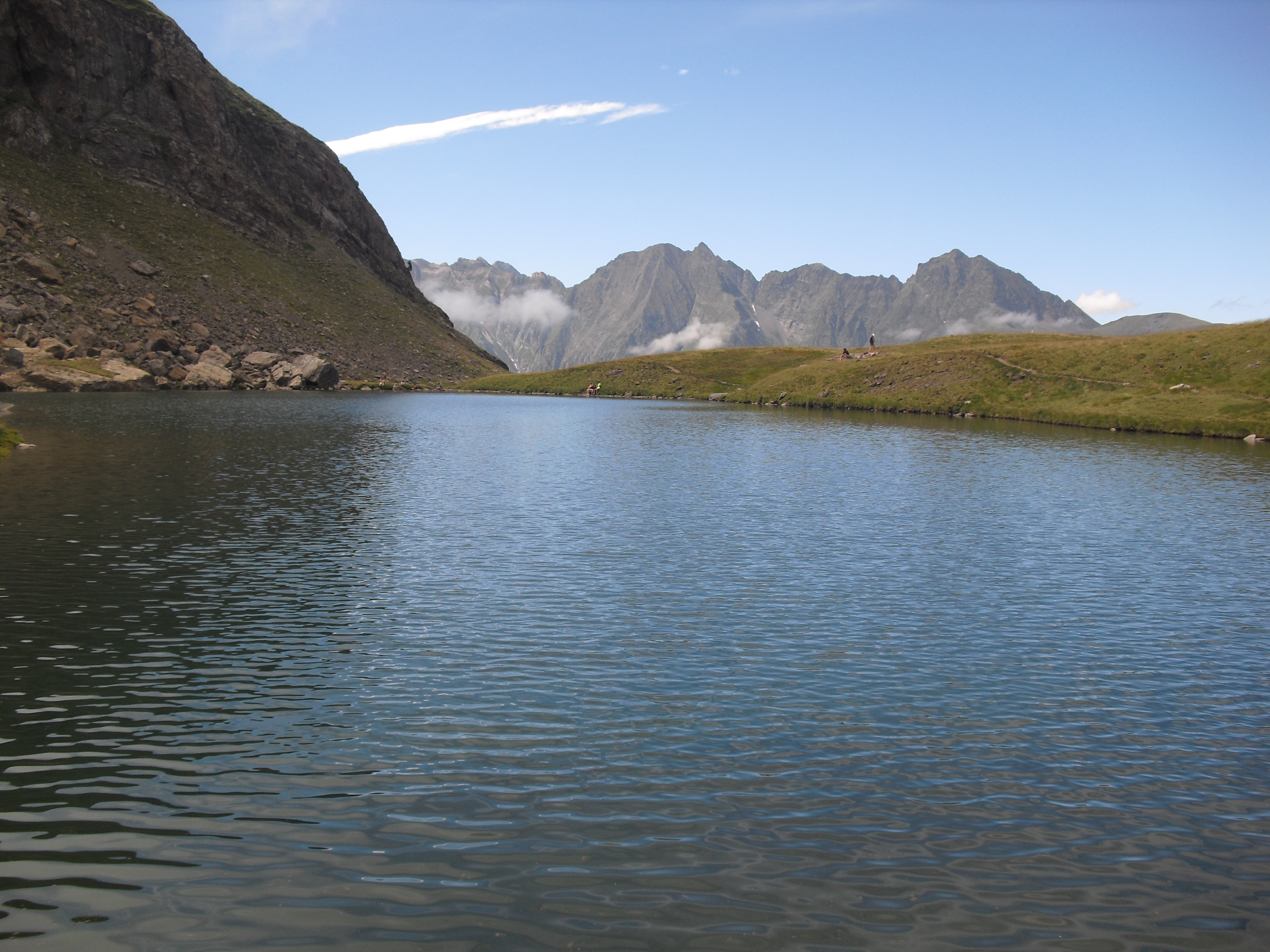
Lac de Catchet Pic d'Estaragne, Pic de Campbieil, Pic de Bugatet.
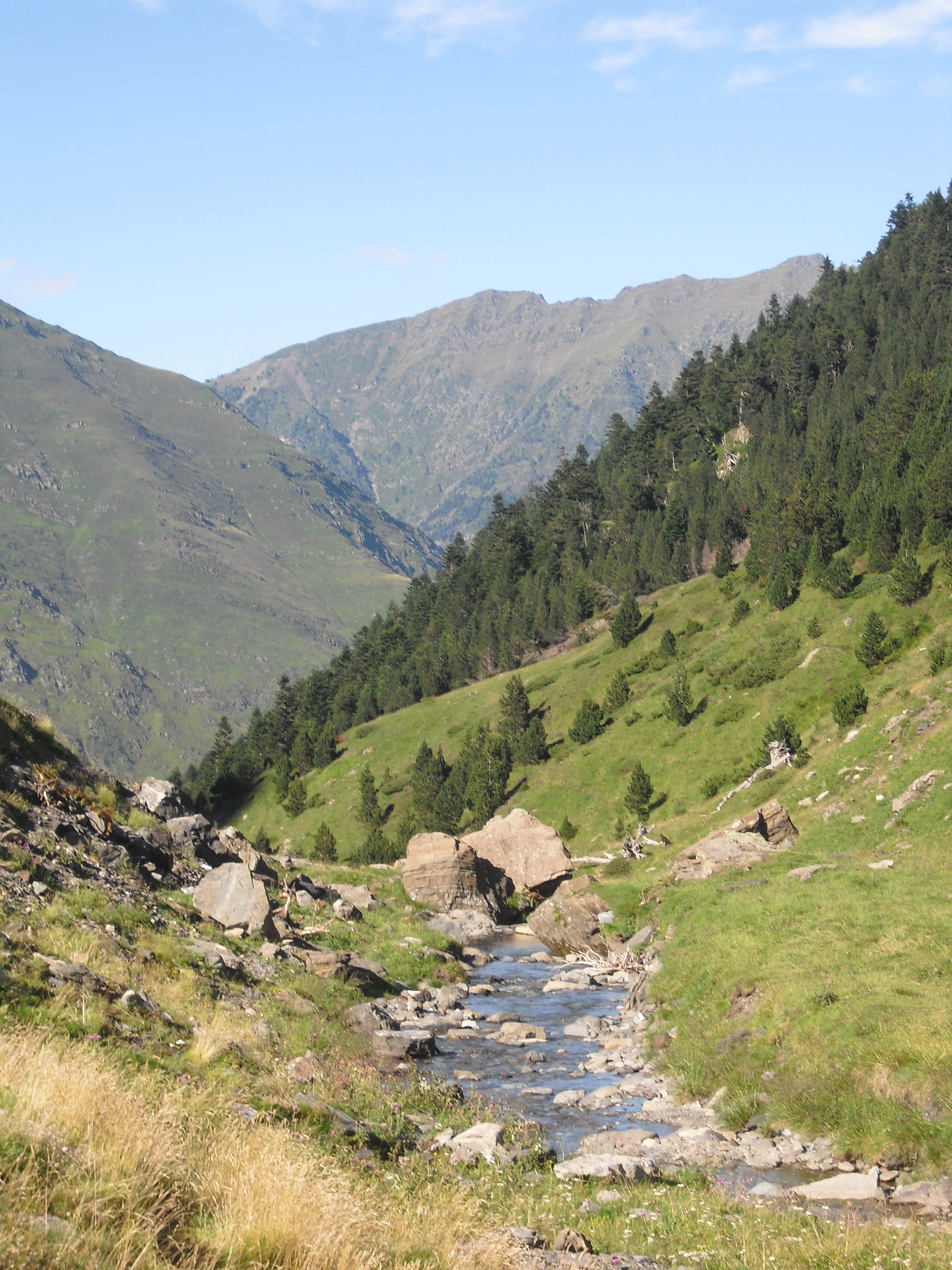
Neste de Saux.

## Environnement
Le lac de Catchet possède encore un écosystème protégé et sauvage. La végétation est conséquente des hautes altitudes avec des fleurs emblématiques. Les crêtes rocheuses abritent quelques isards ou encore des marmottes, et laissent apercevoir le vol du gypaète barbu, de l'aigle royal ou encore le vautour fauve et percnoptère. Les eaux du lac accueillent de même des  truites fario, Salmo trutta.

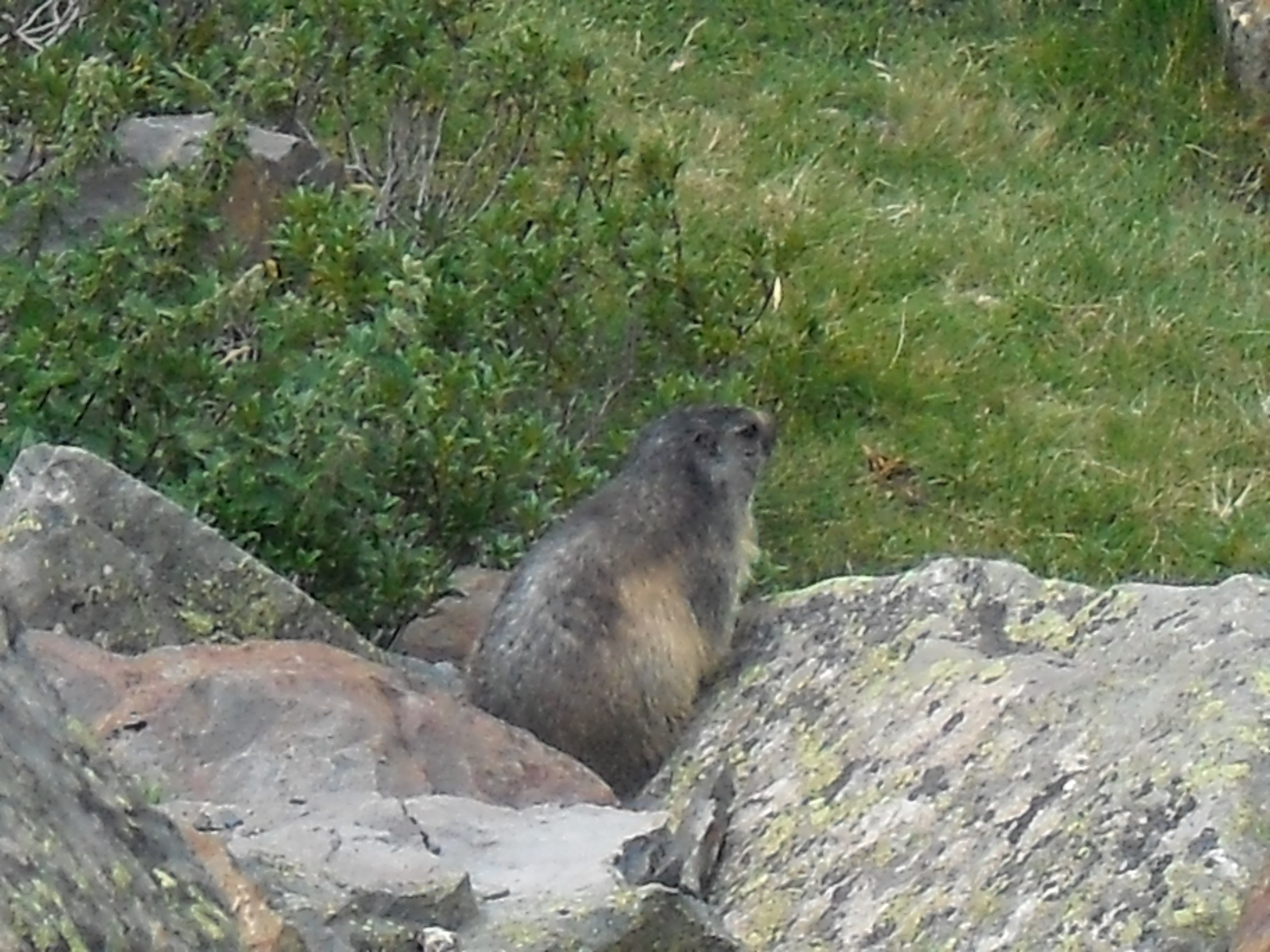
Marmotte, Marmota marmota.
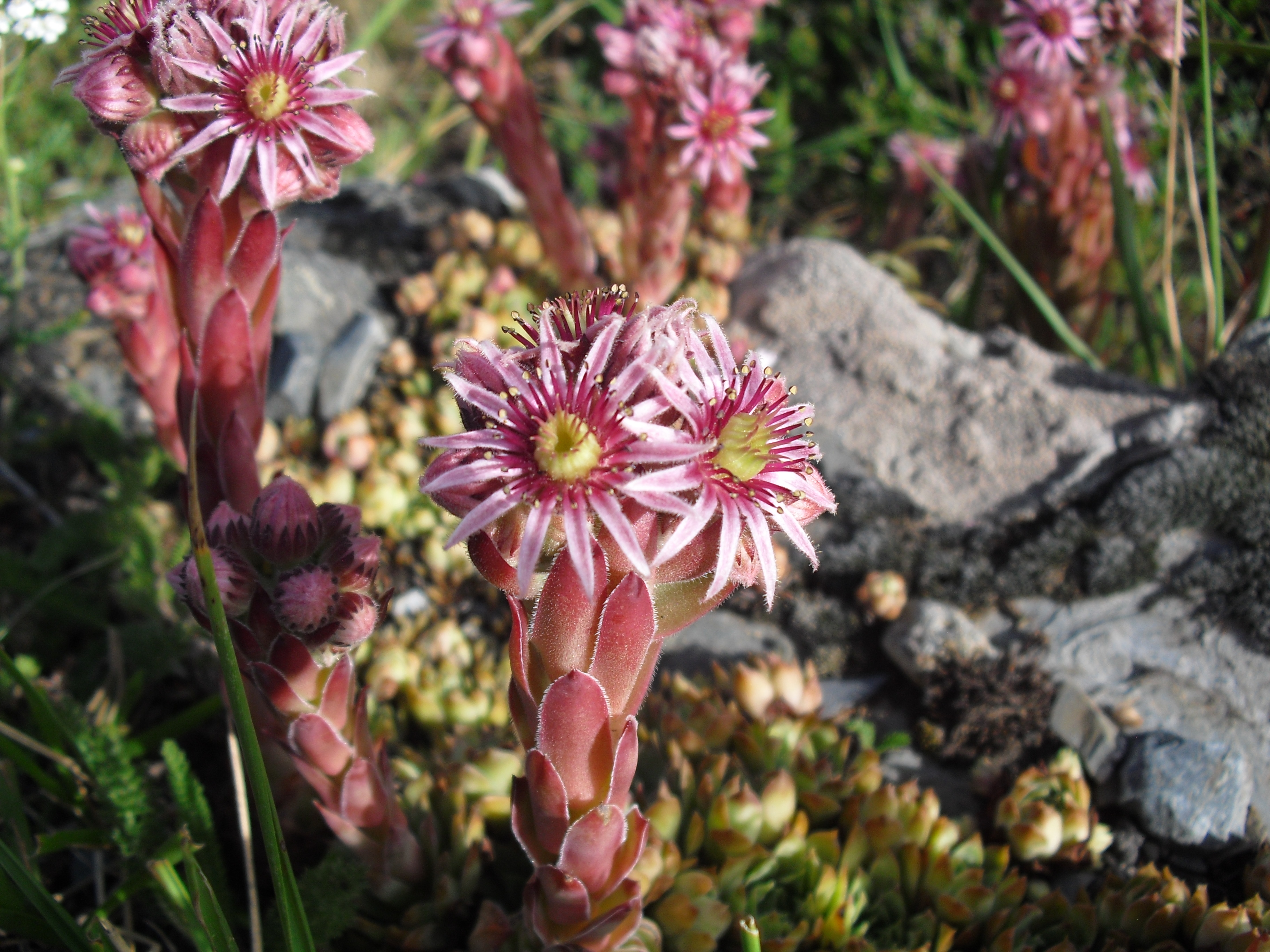
Joubarbe, Sempervivum tectorum.
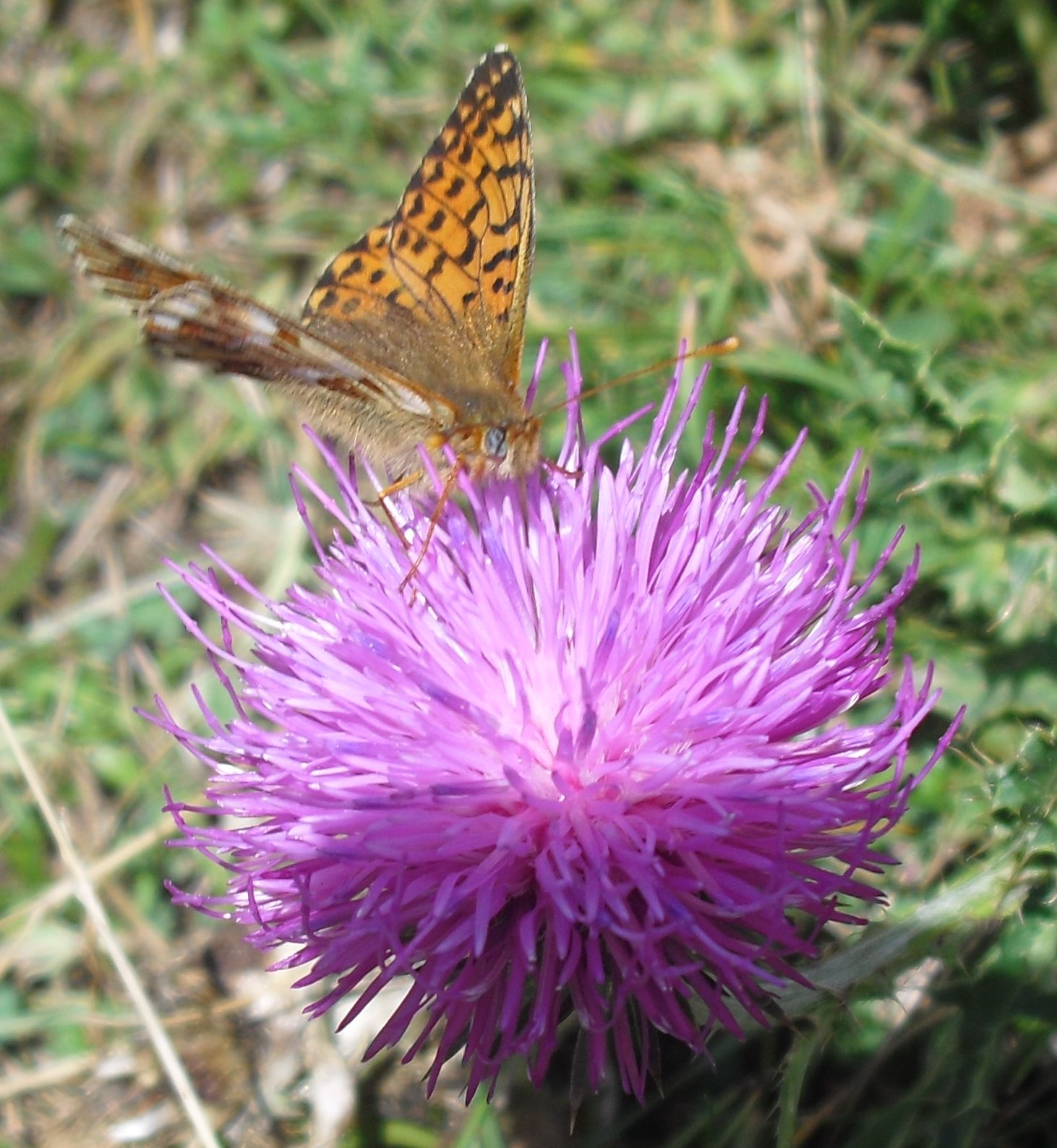
Petite violette, Clossiana dia sur une fleur de Bardane, Arctium minus.
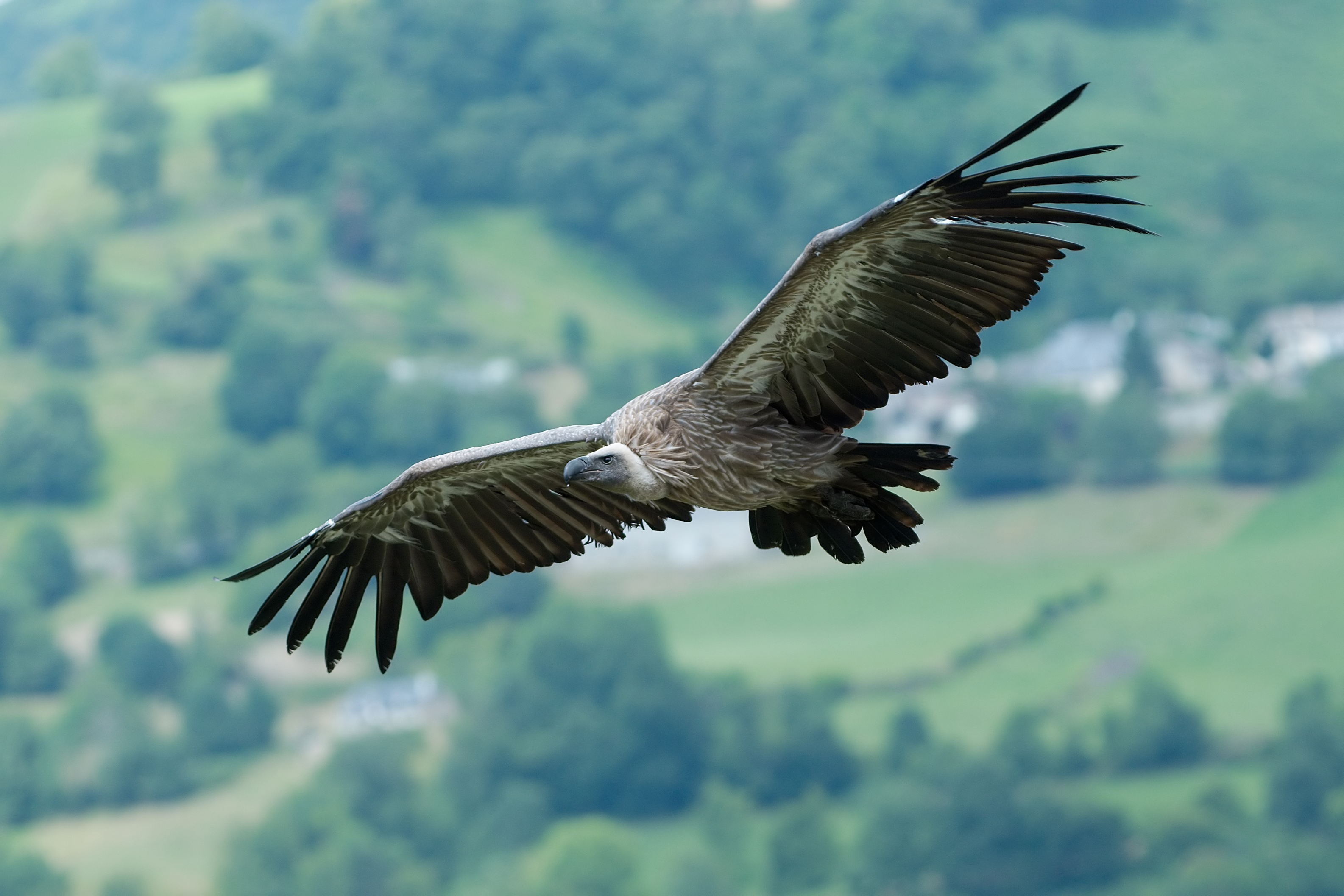
Vautour fauve, Gyps fulvus.

## Protection environnementale
Le lac fait partie d'une zone naturelle protégée, classée ZNIEFF de type 1 : Haute vallée d'Aure en rive droite, de Barroude au col d'Azet

## Voies d'accès

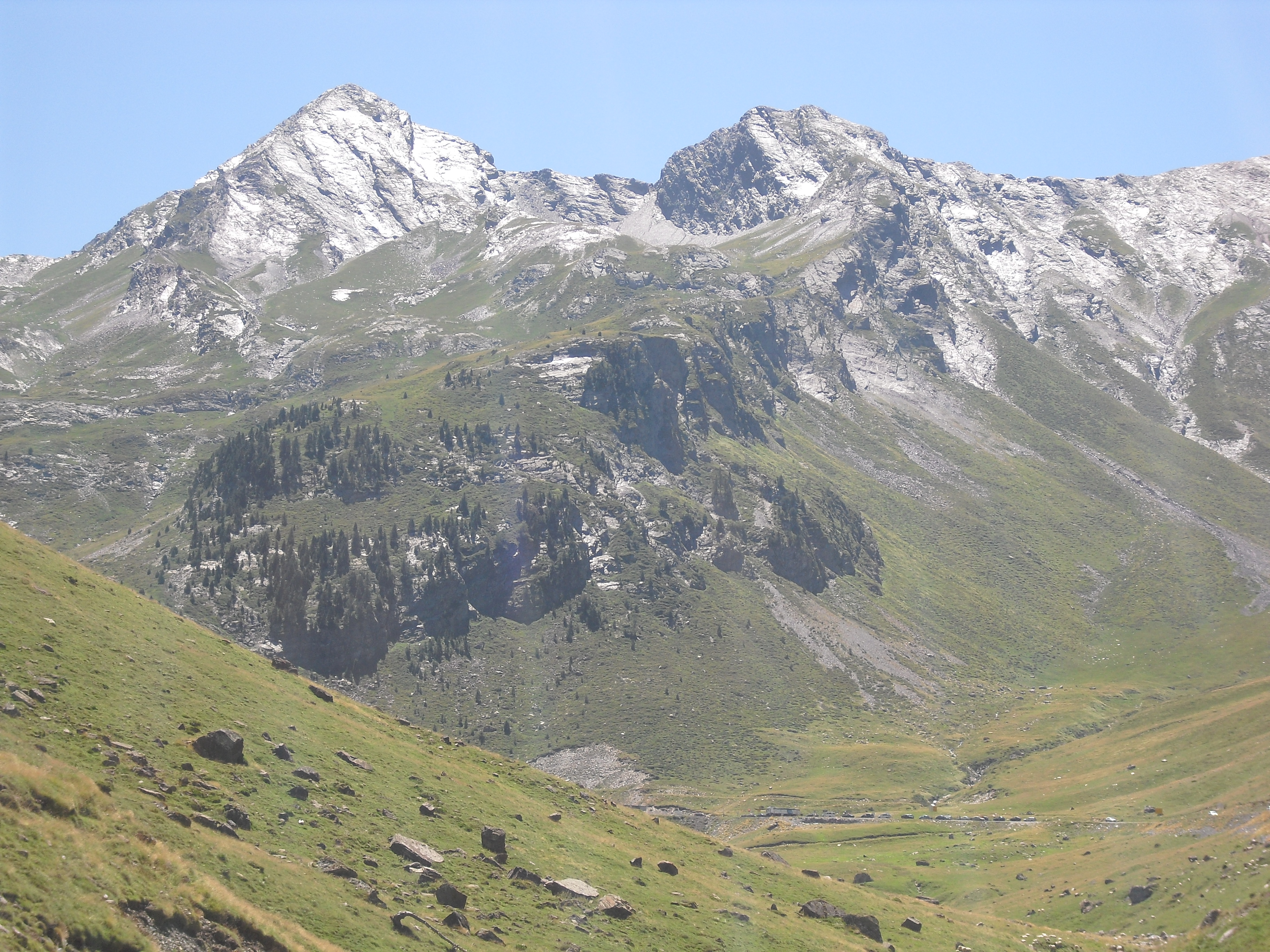
Voie d'accès au lac à partir de la D929. Au fond, le tunnel Aragnouet-Bielsa.

Un chemin en terre assez raide conduit au lac à partir de la D929 reliant Saint-Lary-Soulan à l'Espagne, en passant par le tunnel Aragnouet-Bielsa.